# Darwinia fascicularis
Darwinia fascicularis là một loài thực vật có hoa trong Họ Đào kim nương. Loài này được Rudge mô tả khoa học đầu tiên năm 1815.